# Борг, Анита
Анита Борг (англ. Anita Borg Naffz; 17 января 1949 — 6 апреля 2003) — американская учёная в области компьютерных технологий и вычислений. Анита родилась в Чикаго, штат Иллинойс, росла в Палатине, штат Иллинойс, а затем в Kaneohe на Гавайях и в Мукилтео (Mukilteo), Вашингтон.

## Карьера
Анита Борг имела степень доктора наук (Ph.D.) в области компьютерных технологий, что является редкостью для относительно небольшого числа женщин-учёных.
После того, как она стала доктором компьютерных наук в Университете Нью-Йорка в 1981 году, Анита проработала в нескольких компьютерных фирмах, а затем провела 12 лет в Западной исследовательской лаборатории в Digital Equipment Corporation, и консультантом-инженером Лаборатории сетевых систем (Network Systems Laboratory) в Пало-Альто, штат Калифорния.
Главный её проект — MECCA Communications and Information Systems.
Она разработала и запатентовала метод для трассировки полного адреса при генерации, используемый для анализа и проектирования высокоскоростных систем памяти.
Она также основала женскую техническую конференцию имени Грейс Хоппер «Женщины и ИТ» (the Grace Hopper Celebration of Women in Computing).
Борг говорила, что она всегда любила математику и естественные науки, и подчеркивала значение своей матери в появлении этого интереса.
«Моя мать учила меня, что математика — это весело, и я посчитала, что так и должно быть.»
Доктор Анита Борг умерла от рака мозга в 2003 году.

## Институт Аниты Борг по делам женщин и технологиям
ABI, первоначально названный Институтом по делам женщин и технологий (Institute for Women and Technology (IWT)), был основан в 1997 году Анитой Борг. Название было изменено в 2003 году после смерти Аниты.
Институт был поддержан и финансировался компанией Xerox.
Первоначальными целями института были три задачи:
- вовлечь «нетехнических» женщин в процесс проектирования
- привлечь большее число женщин, для того чтобы они стали учеными
- помочь промышленности, академическим кругам и правительству ускорить эти изменения.

Институт получил финансирование в размере $ 150 000 со стороны Xerox и Sun Microsystems, а также персонал и ресурсы от Lotus Software (в настоящее время подразделение корпорации IBM), Бостонского университета и Университета Карнеги-Мелона.
Xerox выступал в качестве инкубатора для института, который в остальном был независимым.
ABI продолжает расти год за годом.
В 2007 в институте ABI более чем вдвое выросло число спонсоров (до 14) и число программ по привлечению женщин охватило 23 страны мира.

## Награды и признание
В 1999 году президент Билл Клинтон включил Аниту в состав президентской комиссии по улучшению положения женщин и меньшинств в науке, технике и технологии. Ей было поручено разработать рекомендации в отношении стратегии страны на увеличение участия женщин.
В 1995 году Борг получила награду имени Ады Лавлейс от Ассоциации для женщин в области вычислительной техники за работы в интересах женщин в компьютерной области и EFF Pioneer Award от Фонда электронных рубежей.
С 1996 года действительный член Ассоциации вычислительной техники.
Д-р Борг получила признание со стороны девушек-скаутов США (Girl Scouts of the USA) и была отмечена в журнале Open Computing «Лучшие 100 женщин в области вычислительной техники».
В 2002 году она была отмечена на восьмой ежегодной премии Хайнц по технологии, экономики и занятости.
Школа компьютерных наук университета UNSW имеет премию имени Аниты Борг.
В 2004 году в честь миссии Аниты Борг компания Google создала стипендию, с помощью которой надеются побудить женщин преуспеть в области вычислений и технологии, становиться активными участниками и лидерами.